# Jordan Malloch
Jordan Malloch (Columbus, 2 de septiembre de 1978) es un deportista estadounidense que compitió en piragüismo en la modalidad de aguas tranquilas. Ganó dos medallas de bronce en los Juegos Panamericanos de 1999.

## Palmarés internacional
| Juegos Panamericanos | Juegos Panamericanos | Juegos Panamericanos | Juegos Panamericanos |
| Año                  | Lugar                | Medalla              | Competición          |
| -------------------- | -------------------- | -------------------- | -------------------- |
| 1999                 | Winnipeg (Canadá)    | Medalla de bronce    | C2 500 m             |
| 1999                 | Winnipeg (Canadá)    | Medalla de bronce    | C2 1000 m            |